# Dzsemal Tabidze
Dzsemal Tabidze (grúzul: ჯიმი ტაბიძე; Szamtredia, 1996. március 18. –) grúz válogatott labdarúgó, a Panaitolikósz játékosa.

## Pályafutása

### Klubcsapatokban
2011-ben került a Szaburtalo Tbiliszi korosztályos csapataiba. 2013. augusztus 31-én mutatkozott be az első csapatban a Kolheti Hobi elleni bajnoki mérkőzésen. 2015-ben a belga KAA Gent csapatához igazolt, ahonnan 2017-ben kölcsönben távozott az orosz Ural csapatához. Április 25-én a Szpartak Moszkva elleni bajnoki mérkőzésen debütált új klubjában. Július 1-jén aláírt a szintén orosz FK Ufa csapatához. Két héttel később be is mutatkozott a Toszno ellen.

### A válogatottban
Végigjárta a korosztályos válogatottakat. 2017. január 23-án mutatkozott be a felnőttek között Üzbegisztán elleni barátságos mérkőzésen, a ráadás utolsó perceiben váltotta Lasa Sergelasvilit. 2018. március 27-én első gólját is megszerezte az észtek ellen. 2024. május 22-én Willy Sagnol szövetségi kapitány kihirdette a 26 fős Európa-bajnoki keretét, amelyben ő is szerepelt.

## Statisztika

### Válogatott góljai
2018. március 27-i állapot szerint.
| #  | Dátum             | Helyszín                                 | Ellenfél   | Gólok | Eredmény | Kiírás              |
| -- | ----------------- | ---------------------------------------- | ---------- | ----- | -------- | ------------------- |
| 1. | 2018. március 27. | Mikheil Meskhi Stadion, Tbiliszi, Grúzia | Észtország | 1–0   | 2–0      | Barátságos mérkőzés |